# Dingo (entreprise)
Pour les articles homonymes, voir Dingo.
Dingo Inc. (株式会社ディンゴ, Kabushiki gaisha Dingo) est un développeur de jeux vidéo japonais fondé à Shibuya (Tokyo, Japon) le 14 août 1998. Dingo est principalement connu pour son jeu sur PlayStation Portable Hatsune Miku: Project DIVA.